# Lampazos de Naranjo
Lampazos de Naranjo és un municipi situat a l'estat mexicà de Nuevo León. El nom Lampazos prové de la planta Xanthosoma Robustum, i Naranjo del general Francisco Naranjo, heroi de la intervenció francesa, la Reforma i la Revolució de Ayutla.
Es localitza al nord-oest de l'estat a una alçada de 335 metres sobre el nivell del mar i una extensió de 4.020 km². La serra de Lampazos creua el municipi de nord a sud El turó del Carrizal i la Taula de Catujanes representen l'aspecte muntanyenc. El seu principal riu és el Salado. L'any 2010, el municipi tenia 5.349 habitants i, el 2005, 4.428.
Es va fundar el 12 de novembre de 1698 per Fra Diego de Salazar amb el nom de «pueblo de San Antonio de la Nueva Tlaxcala i misión de Nuestra Señora de los Dolorez de la Punta de Lampazos». En 1877, el seu nom es coneixia com a «Villa de Lampazos». En 1935 la seva extensió territorial es va reduir a causa de la creació del municipi d'Anáhuac. El 28 de desembre de 1977 va ser catalogat com a ciutat.